# Liste der Monuments historiques in Bitry (Oise)
Die Liste der Monuments historiques in Bitry (Oise) führt die Monuments historiques in der französischen Gemeinde Bitry auf.

## Liste der Bauwerke
| Bezeichnung                  | Beschreibung                 | Standort | Kennzeichnung | Schutzstatus | Datum | Bild           |
| ---------------------------- | ---------------------------- | -------- | ------------- | ------------ | ----- | -------------- |
| Kirche St-Sulpice-St-Antoine | Erbaut ab dem 9. Jahrhundert | (Lage)   | PA00114530    | Classé       | 1912  | weitere Bilder |

## Liste der Objekte
| Bezeichnung                     | Beschreibung            | Standort                                   | Kennzeichnung | Schutzstatus | Datum | Bild |
| ------------------------------- | ----------------------- | ------------------------------------------ | ------------- | ------------ | ----- | ---- |
| Weihwasserbecken (verschwunden) | Kupfer, 16. Jahrhundert | in der Kirche St-Sulpice-St-Antoine (Lage) | PM60000326    | Classé       | 1913  |      |